# Hedvig Hanson
Hedvig Hanson, född 22 april 1975 i Tartu, är en estnisk jazzsångerska.
Hedvig Hanson är dotter till sångerskan Novella Hanson och skådespelaren och sångaren Tõnu Kilgas. De skiljdes kort efter hennes födsel. Hennes farmor var skådespelerskan Ellen Kaarma. 1992 tog Hanson examen från Tallinns musikskola och året därpå blev hon känd för allmänheten efter att ha vunnit första pris i den tv-sända sångtävlingen Kaks takti ette med sin tolkning av Mariah Careys Vision of Love.
Hanson har deltagit i den estniska uttagningen flera gånger. Hon deltog första gången 1994 och framförde bidraget Kallin kullast i en duett med Pearu Paulus och slutade på 2:a plats. Hon deltog igen 1996 tillsammans med Paulus och kom på 7:e plats med bidraget Meeletu algus. 1999 deltog som soloartist och kom på 4:e plats med bidraget If you could only hear me. 2000 framförde hon bidraget When we're flying high tillsammans med Mac McFall och kom på 2:a plats efter Eda-Ines Etti.
Hanson släppte sitt debutalbum, Love for sale, 1997. Med sig i studion hade hon jazzgruppen Basic Concept. Hon släppte sitt första estniskspråkiga album, Tule mu juurde, 2001 och var hennes tredje album.
Hanson har en egen spalt i tidningen Postimees där hon skriver om recensioner och artiklar om musik inom jazzgenren.

## Diskografi
- Love for sale (1997)
- Let me love you (2000)
- Tule mu juurde (2001)
- What colour is love (2003)
- Nii õrn on öö (2004)
- You bring me joy (2005)
- Ema laulud (2006)
- Kohtumistund (2008)
- Armastuslaulud (2009)
- Tants kestab veel (2011)
- Esmahetked (2013)